# نايلة تويني
نايلة تويني (31 أغسطس 1982 -)، صحافية لبنانية وعضو في مجلس النواب اللبناني. وهي تنتمي لأسرة سياسية وإعلامية، حيث إنها ابنه الصحفي والنائب جبران تويني ووالدتها رئيسة اتحاد بلديات المتن ميرنا المرّ أبو شرف، وجدها الصحفي والنائب غسان تويني وجدتها الشاعرة ناديا حمادة تويني وأخوال والدها النائب والوزير مروان حمادة والصحفي علي حمادة، كما إن جدها لأمها هو النائب ميشال المرّ وخالها الوزير إلياس المرّ.

## حياتها العلمية والعملية
- درست في المرحلة الابتدائية في «معهد لويس فيغمان»، بينما كانت دراستها الثانوية في «مدرسة سيدة الناصرة» في الأشرفية. والتحقت في الجامعة اللبنانية قسم الصحافة وحصلت على الإجازة الجامعية منه بعام 2005. كما حصلت على شهادة الدراسات العليا في المفاوضات والاستراتيجية من «كلية جان مونيه» لجامعة باريس السادسة.
- انضمت للعمل في جريدة النهار من عام 2003 وكانت ما تزال على مقاعد الدراسة، وعملت في قسم التربية والشباب.
- بعد اغتيال والدها بدأت العمل في إدارة جريدة النهار، وفيها قامت بإحياء فكرة نهار الشباب الذي كان والدها أطلقه عام 1993، حيث قامت بتأسيس «جمعية نهار الشباب» وذلك في عام 2005، وكانت باكورة أعمالها تأسيس حكومة الظل الشبابية. وفي عام 2007 أعادت إطلاق ملحق نهار الشباب بعد توقف صدوره من عام 2001، وفي عام 2007 أصبحت المديرة العامة المساعدة في جريدة النهار.
- من أعمالها:
  - تنظيم جائزة جبران تويني الصحافية السنوية بالتعاون مع الاتحاد العالمي للصحف.
  - عضو في مجلس أمناء منظمة مينتور العربية والتي تعني بالتوعية لعدم الوقوع في فخ المخدرات وذلك منذ عام 2007.
  - عضو في منظمة القادة الشباب العرب.
  - عضو في الاتحاد العالمي للصحف.
- في عام 2009 أعلنت ترشحها للانتخابات النيابية عن مقعد الروم الأرثوذكس في دائرة بيروت الأولى، واستطاعت تحقيق الفوز أمام مرشح التيار الوطني الحر عصام أبو جمرا والدخول كعضو في مجلس النواب.[1]

## حياتها الأسرية
في 26 يوليو 2009 تزوجت زواج مدني من الإعلامي مالك مكتبي، وهي تختلف عنه مذهبيًا حيث إنها تنتمي لطائفة الروم الأرثوذكس بينما زوجها ينتمي للطائفة الشيعية. ولديهما ثلاثة أطفال: جبران، شريف، نور.

## الجوائز والتكريم
- جائزة "بطلة المرأة العالمية" للعام 2024 والممنوحة من مؤسسة المرأة العالمية في مدينة كان بفرنسا.[3]